# Naoya Umeda
Naoya Umeda (梅田 直哉 Umeda Naoya?, nacido el 27 de abril de 1978 en Hiroshima) es un exfutbolista japonés. Jugaba de delantero y su último club fue el FC Gifu de Japón.

## Trayectoria

### Clubes
| Club                | País  | Año         |
| ------------------- | ----- | ----------- |
| Sanfrecce Hiroshima | Japón | 2001 - 2003 |
| Urawa Reds          | Japón | 2004 - 2005 |
| Montedio Yamagata   | Japón | 2004        |
| Shonan Bellmare     | Japón | 2005 - 2008 |
| Gainare Tottori     | Japón | 2009 - 2011 |
| FC Gifu             | Japón | 2012        |

## Estadística de carrera

### J. League
| Club                | Año   | J. League | J. League | Copa J. League | Copa J. League | Total | Total |
| Club                | Año   | Part.     | Goles     | Part.          | Goles          | Part. | Goles |
| ------------------- | ----- | --------- | --------- | -------------- | -------------- | ----- | ----- |
| Sanfrecce Hiroshima | 2001  | 10        | 0         | 4              | 0              | 14    | 0     |
| Sanfrecce Hiroshima | 2002  | 14        | 1         | 1              | 0              | 15    | 1     |
| Sanfrecce Hiroshima | 2003  | 15        | 1         | -              | -              | 15    | 1     |
| Urawa Reds          | 2004  | 0         | 0         | 4              | 0              | 4     | 0     |
| Montedio Yamagata   | 2004  | 12        | 2         | -              | -              | 12    | 2     |
| Urawa Reds          | 2005  | 0         | 0         | 0              | 0              | 0     | 0     |
| Shonan Bellmare     | 2005  | 17        | 4         | -              | -              | 17    | 4     |
| Shonan Bellmare     | 2006  | 7         | 1         | -              | -              | 7     | 1     |
| Shonan Bellmare     | 2007  | 15        | 0         | -              | -              | 15    | 0     |
| Shonan Bellmare     | 2008  | 4         | 0         | -              | -              | 4     | 0     |
| Gainare Tottori     | 2011  | 21        | 0         | -              | -              | 21    | 0     |
| FC Gifu             | 2012  | 10        | 0         | -              | -              | 10    | 0     |
| Total               | Total | 125       | 9         | 9              | 0              | 134   | 9     |